# Ražice
Ražice település Csehországban, Píseki járásban. Ražice Kestřany, Skály, Putim, Heřmaň, Drahonice és Čejetice településekkel határos. Lakosainak száma 409 fő (2024. január 1.).

## Népesség
A település lakosságának változását az alábbi diagram mutatja:
| Lakosok száma | 593  | 676  | 749  | 585  | 531  | 403  | 375  | 396  | 395  | 409  |
|               | 1869 | 1900 | 1921 | 1961 | 1980 | 2011 | 2016 | 2019 | 2021 | 2024 |